# Attrazioni turistiche di Belgrado
Di seguito vengono riportate le principali attrazioni turistiche di Belgrado, Serbia.

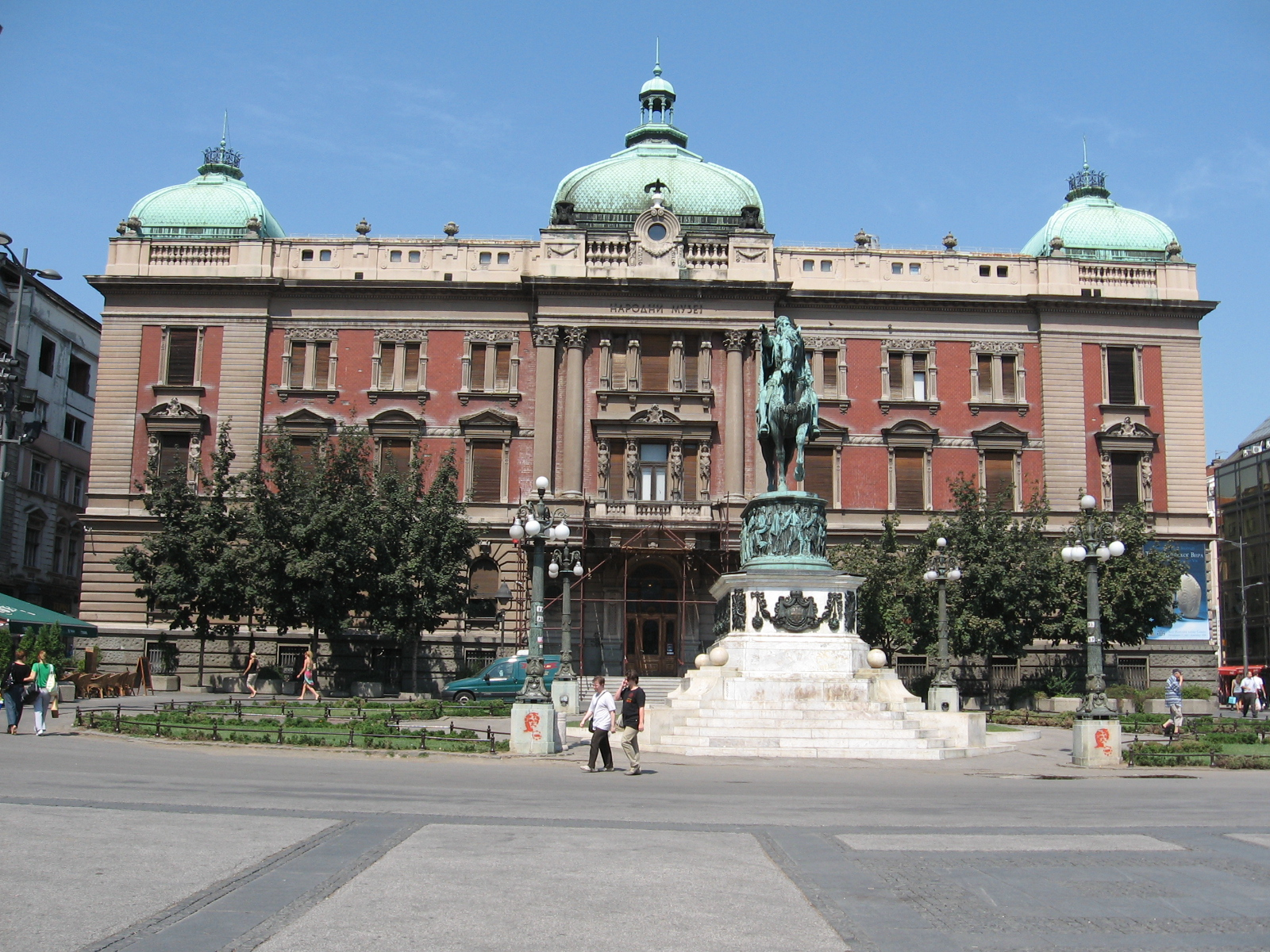
Museo Nazionale

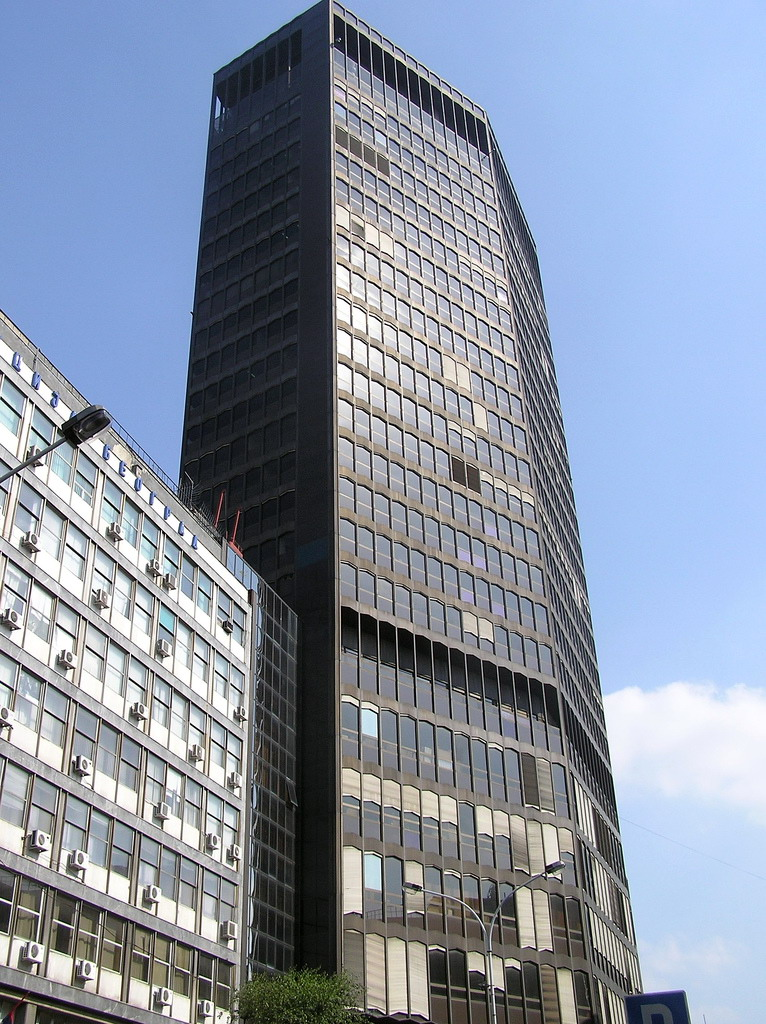
Beograđanka

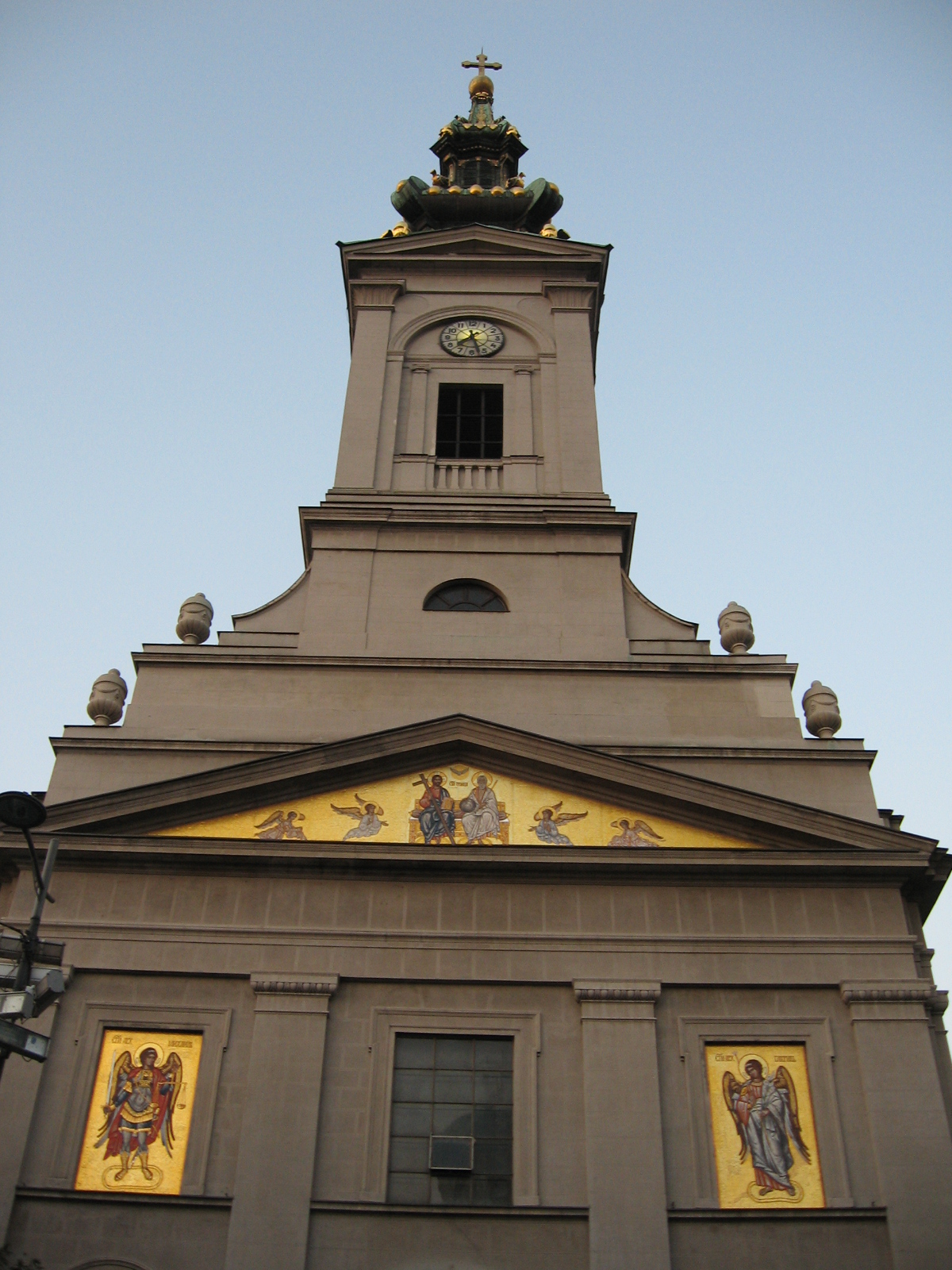
Cattedrale

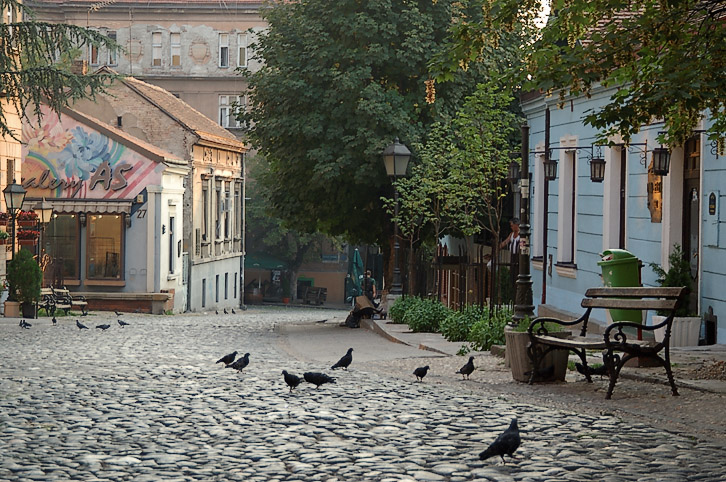
Skadarlija

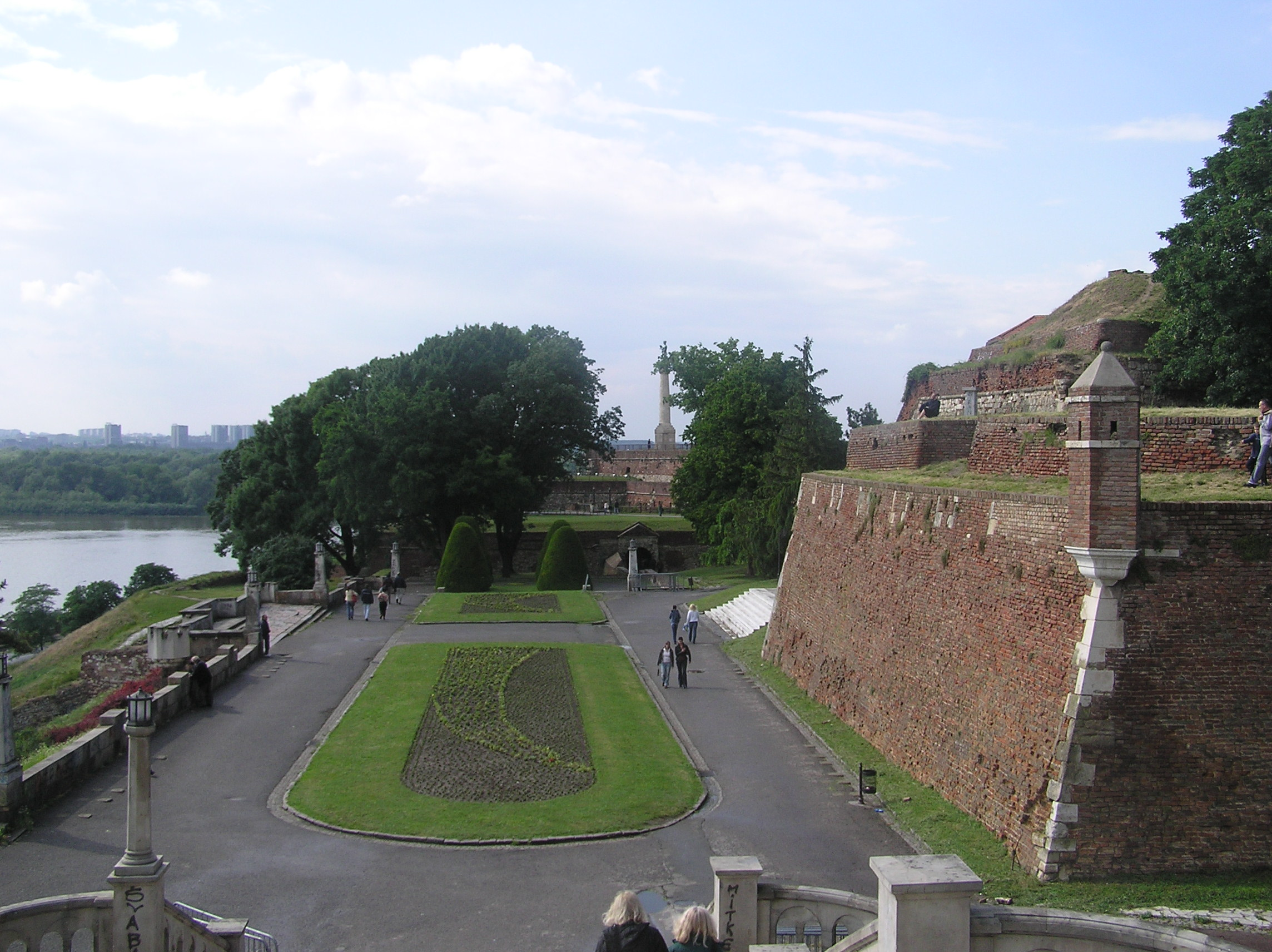
Kalemegdan

## Edifici storici
- Accademia serba delle scienze e delle arti
- Complesso reale
- Kraljevski dvor
- Museo nazionale di Serbia
- Palazzo Nuovo
- Palazzo Vecchio
- Assemblea nazionale
- Teatro nazionale a Belgrado

## Edifici moderni
- Beograđanka
- Beogradska Arena
- Palazzo Albanija
- Torre Genex
- Torre Ušće

## Monumenti
- Kuća Cveća
- Monumento al Milite ignoto

## Architetture religiose
- Cattedrale di Belgrado
- Chiesa di San Marco
- Tempio di San Sava
- Chiesa di Sant'Aleksandr Nevskij
- Chiesa dell'Ascensione
- Chiesa Ružica
- Chiesa di Santa Petka
- Chiesa della Santissima Trinità
- Concattedrale di Cristo Re

## Templi di altri culti
- Moschea Bajrakli
- Sinagoga di Belgrado

## Vie e piazze
- Bulevar Kralja Aleksandra
- Kosančićev Venac
- Nemanjina Ulica
- Piazza della Repubblica
- Piazza Nikola Pasić
- Skadarlija
- Piazza Slavija
- Terazije
- Ulica Knez Mihailova

## Ponti
- Branko
- Gazela

## Parchi e luoghi naturali
- Ada Ciganlija
- Avala
- Grande isola della guerra
- Kalemegdan
- Piccola isola della guerra
- Topčider

## Mercati
- Delta City
- Centro commerciale Millennium
- Centro commerciale Ušće